# Christine Brendle
Christine Brendle (* 14. Februar 1951) ist eine deutsche Verlegerin, Herausgeberin und Autorin.

## Leben
Christine Brendle ist Autorin und seit 2005 auch Herausgeberin und Verlegerin des C. M. Brendle Verlages in Albstadt.

## Herausgeberin
- Zwischen Herbst und Sommer. Ed. Trèves, Trier, 2004, ISBN 9783880814844
- Samt und spitze Dornen – Rosen für das ganze Jahr. C. M. Brendle Verlag, 2005, ISBN 3-9810329-0-X.
- Augenblicke in Poesie und Farben. C. M. Brendle Verlag, ISBN 978-39810329-0-1.
- Autoren unterwegs – Reisegeschichten. 2007 C. M. Brendle Verlag, ISBN 978-3-9810329-3-2.
- Wasser Geschichten, 2007 C. M. Brendle Verlag, ISBN 978-3-9810329-4-9.
- Unsere Welt 2050, 2010 C. M. Brendle Verlag, ISBN 978-3-9812497-5-0.

## Verlegerin
- Marie Andrevsky: Wiener Menuett. 2006, ISBN 978-39810329-1-8.
- Ulla Parrinello: Die Roccos – Verwandte und andere Katastrophen. 2007, ISBN 978-3-9810329-7-0.
- Wolfgang Kirschner: Die Nacht, in der ich verschwand. 2007, ISBN 978-3-9810329-6-3.
- Karl-Heinz Brass: Weiter, immer weiter ... meine Erlebnisse auf dem Jakobsweg 2007, ISBN 978-39810329-8-7.
- Dankwart Paul Zeller: Das Geheimnis der Partisanen-Tora 2008, ISBN 978-3-9812497-0-5.
- Sören Prescher: Superior. 2008, ISBN 978-3-9810329-9-4.
- Michael Romahn: Entscheidung in den Bayous. 2009, ISBN 978-3-9812497-1-2.
- Anne Guillaume: Phins Lesenacht. 2009, ISBN 978-3-9812497-2-9.
- Unsere Welt 2050. Anthologie entstanden in Zusammenarbeit mit Schülern des Walther-Groz-Gymnasiums Albstadt, 2010, ISBN 978-3-9812497-5-0.
- Christine Brendle: Der Zauber mit Lila. Kinderbuch, Albstadt 2012, ISBN 978-3-9812497-4-3.
- Edelgard Herwald: Japanjahre. Biographischer Roman, Albstadt 2012, ISBN 978-3-942796-10-1.
- Doris Rothmund: Ein rabiater Liebhaber der Stille. Biographischer Roman, Albstadt 2012, ISBN 978-3-9812497-9-8.
- Karin Strauß: Die Stimme des Hauses. Kurzgeschichten, Science Fiction, Albstadt 2012, ISBN 978-3-942796-11-8.
- Inka Nisinbaum: Ich bin noch da. Biographische Geschichte, Leben mit Mucoviscidose, Texas 2015, ISBN 978-3-942796-12-5.
- Helena Kugele: Dunkle Wasser schweigen. Kriminalroman, Schömberg 2016, ISBN 978-3-942796-13-2.
- Uwe Prell: Der jüngere Bruder. Roman, Berlin, ISBN 978-3-942796-14-9.
- Andrea Berwing: Die Wahrheit ist anders. Roman, Berlin, ISBN 978-3-942796-15-6.
- Christine Brendle: Ein Cottage in Maine. Roman, Albstadt, ISBN 978-3-942796-16-3.
- Kristjan Knall: NO G20! – Der Schwarze Block schlägt zurück. Roman, Berlin, ISBN 978-3-942796-30-9.
- Christine Brendle: Mobbing für Beginner. Sachbuch, Satire, Albstadt, ISBN 978-3-942796-32-3.